# Ispace
ispace Inc. è un'azienda privata giapponese che sviluppa veicoli spaziali e tecnologie per competere sia per i contratti di trasporto che per le missioni di esplorazione delle agenzie spaziali pubbliche ed industrie private. La missione di ispace è consentire ai propri clienti di scoprire, mappare e utilizzare le risorse lunari naturali.
Dal 2013 al 2018, ispace è stato proprietario e gestore del team Hakuto che ha partecipato al Google Lunar X Prize (GLXP). Il team ha sviluppato un rover lunare chiamato Sorato .
ispace ha attualmente sede a Tokyo, in Giappone, con uffici negli Stati Uniti e in Lussemburgo . Il fondatore e CEO dell'azienda è Takeshi Hakamada.

## Storia

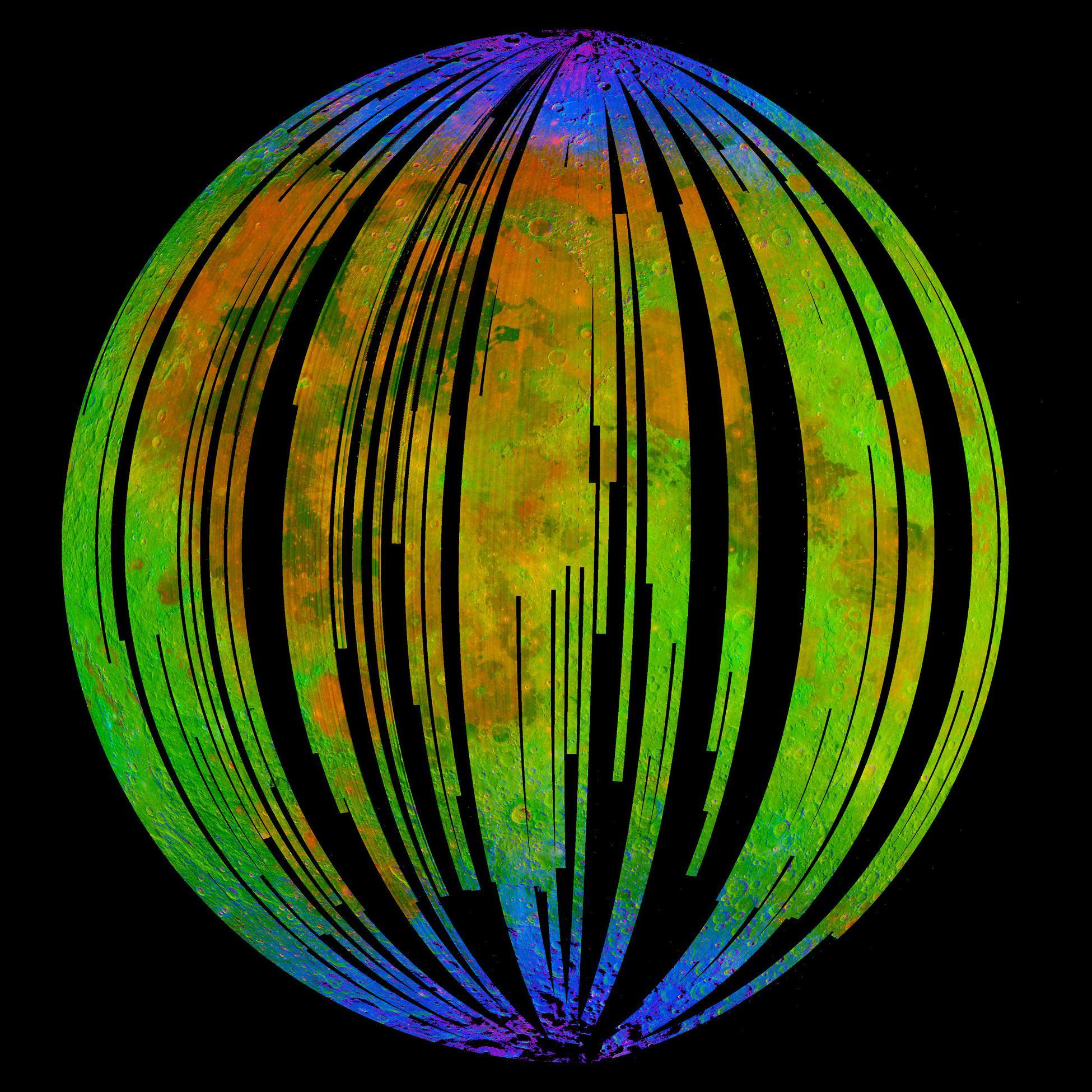
Immagine della Luna ripresa dal Moon Mineralogy Mapper. Il blu mostra la firma spettrale dell'idrossido (componente dell'acqua), il verde mostra la luminosità della superficie misurata dalla radiazione infrarossa riflessa dal Sole e il rosso mostra un minerale chiamato pirosseno.

Ispace è una società indipendente, ma ha iniziato la propria attività come partner di un'organizzazione europea chiamata White Label Space. White Label Space (WLS) era un team internazionale di ingegneri spaziali fondato nel 2008 per partecipare al Google Lunar X Prize, per cercare di vincere il primo premio di 20 milioni di dollari per inviare un'astronave sulla superficie lunare e farle percorrere 500 metri . WLS aveva sede nei Paesi Bassi ed era guidata da Steve Allen. La parte europea mirava a sviluppare il lander lunare del team, mentre il gruppo giapponese composto dal Tohoku University Space Robotics Lab e guidato da Kazuya Yoshida doveva sviluppare un rover.
Nel 2010, Takeshi Hakamada ha fondato White Label Space Japan LLC, il predecessore di ispace. Il 30 gennaio 2013, quando i compagni di squadra europei hanno ultimato il coinvolgimento nel premio, i membri con sede in Giappone hanno deciso di continuare il lavoro e WLS ha trasferito il diritto di partecipazione GLXP a White Label Space Japan LLC. A Steve Allen, leader di WLS, successe Takeshi Hakamada.
Nel maggio 2013, la società madre del team, White Label Space Japan, ha cambiato nome in ispace, mentre il team GLXP è stato ribattezzato "Hakuto". Il Team Hakuto non è riuscita a intraprendere una missione lunare durante il GLXP, ma in seguito alla cessazione della competizione, ispace ha continuato i suoi piani di esplorazione lunare e, nel 2018, l'azienda è riuscita a raccogliere oltre 90 milioni di dollari in finanziamenti privati per sviluppare il proprio lander lunare oltre a continuare il suo lavoro sui rover lunari.
Entro settembre 2018, ispace ha pianificato di testare i propri sistemi orbitando attorno alla Luna ma non atterrando su di essa. La società ha firmato per due lanci sui razzi Falcon 9 di SpaceX, che avranno luogo nel 2020.
Il 10 ottobre 2018, un team industriale formato da Draper Laboratory, insieme a ispace, General Atomics e Spaceflight Industries, ha presentato una proposta per un lander lunare commerciale al programma Commercial Lunar Payload Services della NASA . Secondo Draper, ispace fungerà da agente di progettazione del team.
Il 21 luglio 2022, la NASA ha annunciato di aver assegnato un contratto CLPS a Draper Laboratories e al team.

## Programma Hakuto-R
La strategia a lungo termine di ispace è quella di costruire lander e rover per competere sia per i contratti di trasporto che per le missioni di esplorazione delle agenzie spaziali e dell'industria privata. La NASA mira a contrarre industrie private per esplorare ed estrarre l'acqua lunare e altre risorse lunari per supportare una futura infrastruttura basata sulla Luna. Il finanziamento per le prime due missioni è stato originariamente garantito da un consorzio di fondi e società giapponesi.
Nel 2018, ispace ha firmato un accordo di lavoro per la progettazione con Draper.  Nell'agosto 2019, ispace ha annunciato una ristrutturazione del suo programma lunare, ora chiamato Hakuto-R, la ristrutturazione è dovuta all'aumento della domanda di servizi per l'esplorazione lunare, in particolare grazie anche al Commercial Lunar Payload Services (CLPS) un contratto assegnato alla società e ai suoi partner.
Un cambiamento significativo è stata l'eliminazione delle missioni orbitali a favore di una progettazione più rapida verso le tecnologie di atterraggio dei lander e rover. La prima missione del nuovo programma si chiama. Hakuto-R Mission 1 e consisteva nell'allunaggio del lander lunare che trasporta il rover Rashid, la missione viene controllata dal Centro spaziale Mohammed bin Rashid (MBRSC). Le comunicazioni sono state perse quando una perdita di propellente nella fase finale dell'atterraggio ha causato lo schianto del lander sulla superficie lunare.
La seconda missione Hakuto-R Mission 2 prevedeva il lancio di un lander lunare che avrebbe rilasciato un piccolo rover di 5kg.

### Lanci
La Missione 1 Hakuto-R è stata lanciata l'11 dicembre 2022 alle 07:38 UTC su un razzo Falcon 9 Block 5, insieme a Emirates Lunar Mission e al veicolo spaziale Lunar Flashlight della NASA. La missione è entrata nell'orbita lunare il 21 marzo 2023 con un tentativo di atterraggio lunare programmato per il 25 aprile 2023. La comunicazione con Hakuto-R è stata persa durante gli ultimi momenti della discesa sulla superficie lunare il 25 aprile. L'analisi ha stabilito che una perdita di propellente nella fase finale dell'atterraggio ha portato a una rapida discesa e un duro atterraggio sulla superficie lunare.
La Missione 2 Hakuto-R composta dal lander lunare RESILIENCE e nel micro rover chiamato "TENACIOUS", è stato lanciato il 15 gennaio 2025 assieme a un lander Blue Ghost di Firefly Aerospace. La missione è entrate nell'orbita lunare il 6 maggio 2025 con un tentativo di atterraggio lunare programmato per il 5 giugno. La comunicazione con Hakuto-R è stata persa qualche minuto prima della discesa sulla superficie lunare. Il giorno seguente iSpace ha annunciato che durante la discesa, il lander ha riscontrato problemi con il telemetro laser, che ha subito ritardi nell’ottenere misurazioni della distanza dalla superficie lunare. Di conseguenza, il lander non è stato in grado di decelerare correttamente, portando ad un impatto violento con la superficie.